# Umberto Morra di Lavriano
Il conte Umberto Morra di Lavriano (Firenze, 13 maggio 1897 – Cortona, 5 novembre 1981) è stato uno scrittore e giornalista italiano, antifascista, amico di Piero Gobetti e collaboratore de La Rivoluzione liberale.

## Biografia
Figlio del generale piemontese Roberto Morra di Lavriano e di Maria Teresa Bettini, fu tenuto a battesimo da Umberto I e Margherita di Savoia. In gioventù, mentre si trovava a San Pietroburgo col padre ambasciatore, fu colpito da una forma tubercolare che lo azzoppò.  Riformato, durante la I guerra mondiale operò in una Casa del Soldato sull'Isonzo. Nel 1919-1920 accompagnò Padre Giovanni Semeria negli Stati Uniti per raccogliere fondi fra gli italiani emigrati per costruire orfanotrofi di guerra, specie nel Mezzogiorno. Cominciò a scrivere sulle riviste di Piero Gobetti. Durante il fascismo si ritirò nell'avita villa Morra di Lavriano, Cortona, dove ospitò esponenti della cultura antifascista, fra cui Alberto Moravia e Renato Guttuso.
Racconta Norberto Bobbio (Norberto Bobbio e Maurizio Viroli, Dialogo intorno alla repubblica, Laterza) che nel 1934, in occasione del plebiscito quinquennale, dato che si votava sì o no (le schede del sì erano tricolori e si vedeva dal di fuori che erano diverse), Morra chiese la scheda del "no" e la mise tranquillamente nell'urna, al che con molto imbarazzo gli dissero che forse si era  sbagliato. "No" - rispose Morra - "siete voi che vi state sbagliando". Segnalato dal Segretario federale di Arezzo, il 5 aprile 1934 l'incidente fu riferito al capo della Polizia dal segretario del PNF Achille Starace: "Al Segretario del Fascio locale che gli aveva fatto osservare l'errore il Morra replicava di non essersi affatto sbagliato" (Archivio Centrale dello Stato, Roma, fascicoli Umberto Morra di Lavriano, cit. in Alfonso Bellando, Umberto Morra di Lavriano, Firenze, Passigli, 1990, p. 133).
Nel 1943-45 collaborò con il  governo Badoglio a Bari e Salerno. Presiedette dal 1955 al 1957 il Comitato atlantico italiano e  dal 1949 al 1955 diresse la Società italiana per l'organizzazione internazionale (SIOI), compiendo numerosi viaggi all'estero. Dal 1955 al 1959 fu Direttore dell'Istituto Italiano di Cultura a Londra.
Fu collaboratore de "Il Mondo", "Critica Liberale" e di molti altri periodici. Per anni lavorò a una biografia di Piero Gobetti, rimasta incompiuta alla morte e pubblicata postuma.
Fra le sue numerose frequentazioni di personalità della cultura e della politica italiane e straniere, va ricordato Bernard Berenson, a cui fu legato da amicizia, e di cui curò un volume di Colloqui. 
Un profondo rapporto, durato l'intera vita, lo legava a Alessandro Passerin d'Entrèves e Guglielmo Alberti.
Il 19 ottobre 1978 Cortona gli conferì la cittadinanza onoraria. Nel 1986 istituì il "Centro permanente per la pace 'Umberto Morra'".
È sepolto nel cimitero del Campaccio, presso Cortona.

## Ascendenza
|                                               |   |                                                        | Genitori                                                             |  |  | Nonni |  |  | Bisnonni |  |  | Trisnonni |  |
|                                               |   |                                                        |                                                                      |  |  |       |  |  | …        |  |  | …         |  |
|                                               |   |                                                        |                                                                      |  |  |       |  |  | …        |  |  | …         |  |
|                                               |   | …                                                      |                                                                      |  |  |       |  |  | …        |  |  |           |  |
| Bonaventura Morra Della Montà                 |   |                                                        |                                                                      |  |  |       |  |  | …        |  |  |           |  |
|                                               |   | …                                                      | …                                                                    |  |  |       |  |  |          |  |  |           |  |
|                                               |   | …                                                      | …                                                                    |  |  |       |  |  |          |  |  |           |  |
|                                               |   | …                                                      | …                                                                    |  |  |       |  |  |          |  |  |           |  |
| Roberto Morra di Lavriano e della Montà       |   | …                                                      |                                                                      |  |  |       |  |  |          |  |  |           |  |
|                                               |   | Filippo Antonio Asinari dei marchesi di San Marzano    | Filippo Valentino Ignazio Asinari, marchese di San Marzano           |  |  |       |  |  |          |  |  |           |  |
|                                               |   | Filippo Antonio Asinari dei marchesi di San Marzano    | Filippo Valentino Ignazio Asinari, marchese di San Marzano           |  |  |       |  |  |          |  |  |           |  |
|                                               |   | Filippo Antonio Asinari dei marchesi di San Marzano    | Orsola Gabriella Dal Pozzo della Cisterna                            |  |  |       |  |  |          |  |  |           |  |
| Polissena Asinari dei marchesi di San Marzano |   | Filippo Antonio Asinari dei marchesi di San Marzano    |                                                                      |  |  |       |  |  |          |  |  |           |  |
|                                               |   | Polissena Della Chiesa dei marchesi di Cinzano e Roddi | Vittorio Giuseppe Maria Della Chiesa, marchese di Cinzano e di Roddi |  |  |       |  |  |          |  |  |           |  |
|                                               |   | Polissena Della Chiesa dei marchesi di Cinzano e Roddi | Vittorio Giuseppe Maria Della Chiesa, marchese di Cinzano e di Roddi |  |  |       |  |  |          |  |  |           |  |
|                                               |   | Polissena Della Chiesa dei marchesi di Cinzano e Roddi | Enrichetta Roero dei conti di Pralormo                               |  |  |       |  |  |          |  |  |           |  |
| Umberto Morra di Lavriano e della Montà       |   | Polissena Della Chiesa dei marchesi di Cinzano e Roddi |                                                                      |  |  |       |  |  |          |  |  |           |  |
|                                               | … | …                                                      |                                                                      |  |  |       |  |  |          |  |  |           |  |
|                                               | … | …                                                      |                                                                      |  |  |       |  |  |          |  |  |           |  |
|                                               | … | …                                                      |                                                                      |  |  |       |  |  |          |  |  |           |  |
| …                                             | … |                                                        |                                                                      |  |  |       |  |  |          |  |  |           |  |
|                                               |   | …                                                      | …                                                                    |  |  |       |  |  |          |  |  |           |  |
|                                               |   | …                                                      | …                                                                    |  |  |       |  |  |          |  |  |           |  |
|                                               |   | …                                                      | …                                                                    |  |  |       |  |  |          |  |  |           |  |
| Maria Teresa Lucia Bettini                    |   | …                                                      |                                                                      |  |  |       |  |  |          |  |  |           |  |
|                                               |   | …                                                      | …                                                                    |  |  |       |  |  |          |  |  |           |  |
|                                               |   | …                                                      | …                                                                    |  |  |       |  |  |          |  |  |           |  |
|                                               |   | …                                                      | …                                                                    |  |  |       |  |  |          |  |  |           |  |
| …                                             |   | …                                                      |                                                                      |  |  |       |  |  |          |  |  |           |  |
|                                               |   | …                                                      | …                                                                    |  |  |       |  |  |          |  |  |           |  |
|                                               |   | …                                                      | …                                                                    |  |  |       |  |  |          |  |  |           |  |
|                                               |   | …                                                      | …                                                                    |  |  |       |  |  |          |  |  |           |  |
|                                               |   | …                                                      |                                                                      |  |  |       |  |  |          |  |  |           |  |